# György Tory
György Tory (Budapest, 7 de julio de 1954) es un deportista húngaro que compitió en natación adaptada. Ganó cuatro medallas en los Juegos Paralímpicos de Verano entre los años 1984 y 1988.

## Palmarés internacional
| Juegos Paralímpicos | Juegos Paralímpicos                                        | Juegos Paralímpicos | Juegos Paralímpicos    |
| Año                 | Lugar                                                      | Medalla             | Prueba                 |
| ------------------- | ---------------------------------------------------------- | ------------------- | ---------------------- |
| 1984                | Nueva York (Estados Unidos) Stoke Mandeville (Reino Unido) | Medalla de oro      | 4 × 50 m estilos L1-L6 |
| 1984                | Nueva York (Estados Unidos) Stoke Mandeville (Reino Unido) | Medalla de plata    | 100 m libre L5         |
| 1984                | Nueva York (Estados Unidos) Stoke Mandeville (Reino Unido) | Medalla de plata    | 200 m estilos L5       |
| 1988                | Seúl (Corea del Sur)                                       | Medalla de plata    | 400 m libre L6         |